# Autriche aux Jeux olympiques d'été de 1968
L'équipe olympique d'Autriche participe aux Jeux olympiques d'été de 1968 à Mexico. Elle y remporte quatre médailles : deux en argent et deux en bronze, se situant à la trente-deuxième place des nations au tableau des médailles. L'athlète Roland Losert est le porte-drapeau d'une délégation autrichienne comptant 43 sportifs (35 hommes et 8 femmes).